# Хартунг, Макс
Максимилиан Хартунг (нем. Maximilian Hartung, р.8 октября 1989) — немецкий фехтовальщик-саблист, многократный чемпион Германии, чемпион мира, четырёхкратный чемпион Европы, многократный призёр чемпионатов мира и Европы.

## Биография
Родился в 1989 году в Ахене. В 2008 году стал чемпионом Европы среди юниоров, а в 2009 году — чемпионом мира среди юниоров.
В 2010 году стал обладателем бронзовой медали чемпионата Европы. На чемпионате Европы 2011 года завоевал серебряную и бронзовую медали. В 2012 году вновь завоевал бронзовую медаль чемпионата Европы, но на Олимпийских играх в Лондоне выступил неудачно. В 2014 году стал чемпионом мира и обладателем бронзовой медали чемпионата Европы. В 2015 году завоевал серебряную медаль чемпионата Европы и бронзовую медаль чемпионата мира.
В 2019 году на чемпионате Европы в Дюссельдорфе уступил в полуфинале российскому спортсмену Вениамину Решетникову и завоевал бронзовую медаль, однако в командном турнире Максимилиан выиграл свой четвёртый титул на европейских первенствах.